# Thermeola tasmanica
Thermeola tasmanica är en fjärilsart som beskrevs av George Francis Hampson 1900. Thermeola tasmanica ingår i släktet Thermeola och familjen björnspinnare. Inga underarter finns listade i Catalogue of Life.